# Jacques de Solleysel
Jacques de Solleysel (1617-1680) foi um autor de livros sobre cavalos e cavaleiros.

## Publicações
- Nouvelle méthode de dresser les chevaux (traduzido pelo duque de Newcastle)
- Le Mareschal méthodique (sob o pseudônimo "La Bessée")
- Dictionnaire des termes de la cavalerie
- Le parfait Mareschal